# Castel Pietra (Tonadico)
Il Castel Pietra è un castello del Trentino, nella valle del Primiero.
Sovrasta l'abitato di Tonadico, essendo posto su un masso erratico alla sinistra della strada statale 347 per il passo Cereda, all'imbocco della Val Canali.

## Storia

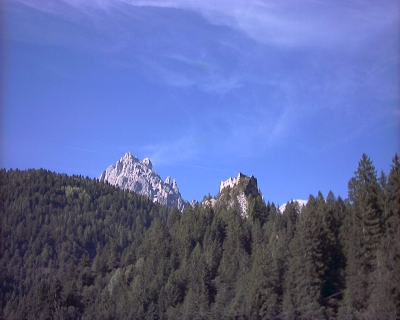
I ruderi di Castel Pietra

Indicato anticamente come Castrum Petrae, la leggenda lo fa risalire all'epoca di Attila, anche se più probabilmente fu eretto sotto i vescovi di Feltre. Fu citato per la prima volta nel 1273.
Nel 1401 il castello passò ai Welsperg e divenne loro residenza estiva. Distrutto dai Veneziani nel 1511, fu in parte ricostruito nel 1565, ma subì ancora incendi e devastazioni e nel 1675 fu abbandonato del tutto. Nel 1865, addirittura, una piena del sottostante torrente Canali erose parte della roccia su cui poggiava portando ad un ulteriore crollo.

## Struttura
I ruderi, restaurati negli anni ottanta, sono proprietà del conte Georg Siegmund Thun-Hohenstein-Welsperg.
L'antico aspetto del castello può essere ricostruito solo tramite le rappresentazioni d'epoca: a pianta quadrangolare, si sviluppava probabilmente su due piani. Nella parte inferiore dimoravano i signori e vi si trovava una sala grande e una cappelletta privata intitolata a San Leonardo; sopra avevano sede alcuni opifici (un mulino, una segheria e una fucina) e i locali delle milizie.

## Accesso
Per accedere al castello si usufruisce di una scala in acciaio sospesa che arriva nella parte nord dello sperone roccioso, da dove parte un sentiero esposto che conduce ad una spaccatura del muro, che consente di arrampicarsi per entrare nella costruzione. L'accesso è sconsigliato ai non esperti e conviene munirsi di attrezzatura per scalata.